# Zeeheldenbuurt (Utrecht)
Zeeheldenbuurt is een buurt in de wijk Noordoost in Utrecht, de hoofdstad van de Nederlandse provincie Utrecht.
Deze buurt wordt vaak verward met Wittevrouwen, en is tevens gelegen aan de Biltstraat. De buurt wordt gekenmerkt door de F.C. Dondersstraat, Alexander Numankade, W. Barentszstraat, Cornelis Houtmanstraat en Karel Doormanlaan.
De Biltsche Grift, welke loopt vanaf de Biltstraat tot aan de Blauwkapelseweg, vormt de scheiding tussen de Zeeheldenbuurt en Wittevrouwen.

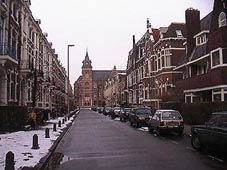
F.C.Dondersstraat

Huizingabuurt · Lauwerecht · Staatsliedenbuurt · Tuindorp · Tuindorp-Oost · Tuinwijk-Oost · Tuinwijk-West · Veemarkt · Vogelenbuurt · Voordorp · Wittevrouwen · Zeeheldenbuurt